# Falloujah, le massacre caché
Pour plus de détails, voir Fiche technique et Distribution.
Falloujah, le massacre caché (Fallujah la strage nascosta) est un film documentaire italien de Sigfrido Ranucci (en) pour la télévision RAÏ News 24 (diffusé le 8 novembre 2005). Le film accuse les États-Unis de crimes de guerre lors de l'attaque de Falloujah en 2004. Le gouvernement fédéral des États-Unis a d'abord réfuté cette accusation, puis a finalement reconnu l'utilisation de ces armes.
Il a été interdit de télévision dans de nombreux pays et a été diffusé principalement par des associations[réf. nécessaire].

## Synopsis
Le film décrit l'attaque de Falloujah en novembre 2004, notamment avec ce que les promoteurs du film considèrent des armes chimiques, initié par le gouvernement des États-Unis pour mettre fin à la résistance armée de la ville contre la Coalition militaire en Irak.
L'utilisation massive sur la population et sans discernement d'armes au phosphore blanc,  qui est inscrit comme arme incendiaire  dans la convention sur certaines armes classiques, et non considérées comme armes chimiques comme décrit dans ce film y a été constatée par des médecins et des journalistes présents sur place.
Des bombes à fragmentation ont également été utilisées. La chaine de télévision qatarie Al Jazeera parlait également d'utilisation de napalm, peut être à cause de la proximité des effets avec le phosphore blanc (incendie et fonte des corps humains sous la chaleur).

## Fiche technique
- Titre : Falloujah, le massacre caché
- Titre original : Fallujah la strage nascosta
- Réalisation : Sigfrido Ranucci (en)
- Pays :  Italie
- Genre : Documentaire
- Durée : 22 minutes
- Date de sortie :
  -  Italie : 8 novembre 2005